# Porpác
Porpác es un pueblo ubicado en el distrito de Sárvár, en el condado de Vas, Hungría.

## Superficie
Posee una superficie de 6,20 kilómetros cuadrados.

## Demografía
Hasta 2019 la población era de 130 habitantes, con una densidad de población de 20,97 habitantes por kilómetro cuadrado.